# Naamloze vennootschap
Naamloze Vennootschap (с нидерл. — «Безымянное партнёрство»), сокращённо NV или N.V., — это нидерландский термин для обозначения публичной компании с ограниченной ответственностью.
Словосочетание Naamloze Vennootschap указывает на то обстоятельство, что акционеры (партнёры) компании зачастую неизвестны. Акции компании могут быть как именными, так и на предъявителя, что обеспечивает возможность их свободного оборота на фондовых рынках.
Naamloze Vennootschap встречаются в Нидерландах, Бельгии, Арубе, Суринаме и Нидерландских Антильских островах.